# Jan de Kinder

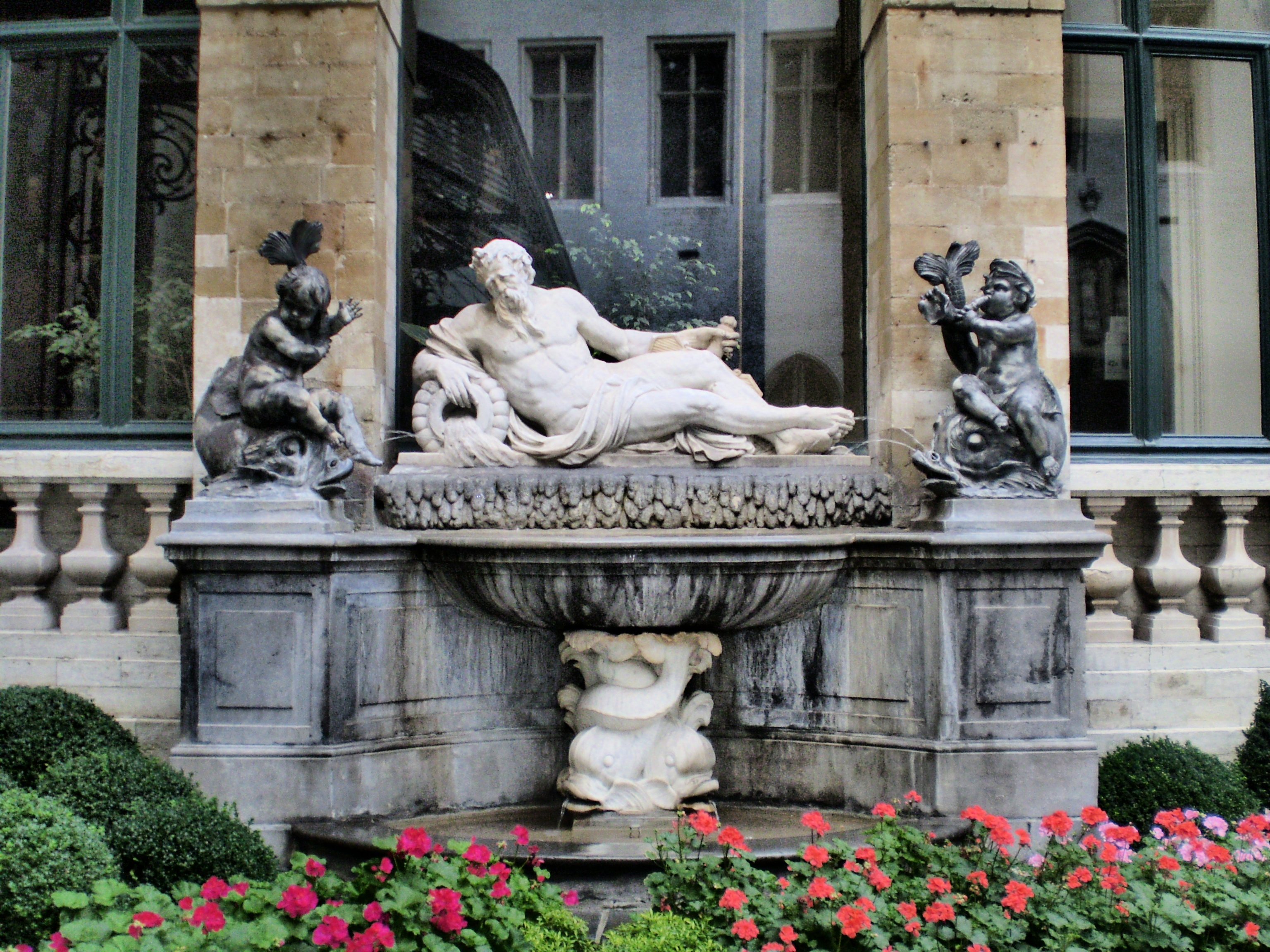
Maasfontein in het Stadhuis van Brussel (1715)

Jan de Kinder (Brussel, 1675 - aldaar, 1739) was een barokbeeldhouwer.
Toegelaten in 1712 als meester in de Vier Gekroonden, protesteerde De Kinder toen de stadsmagistraat een opdracht voor het sculpteren van twee fonteinen toekende aan de Antwerpenaar Pierre-Denis Plumier. Hij slaagde half in zijn opzet en kreeg de Maasfontein toegewezen, een werk uit 1715 dat nog steeds op het binnenhof van het Brusselse stadhuis staat.  Voor het huis De Swaene op de Grote Markt, in 1720 verbouwd door de beenhouwers, sculpteerde hij een balkon en drie standbeelden op de kroonlijst. De beelden zijn in 1899 vervangen door werk van Charles Samuel. Evenmin bewaard is De Kinders werk in de Predikherenkerk: een altaarbeeld van Sint-Hubertus en het grafmonument van Jan-Willem d'Alvarado y Bracamonte (met een portretbuste en een voorstelling van de Waarheid). Het standbeeld van Sint-Jan Nepomucenus dat hij in 1725 maakte voor de Zennebrug bij de Lakensepoort in opdracht van gouverneur-generaal ad interim Wirich von Daun, is na het afbreken van de brug in 1861 terechtgekomen in het Museum van de Stad Brussel.